# Flight Facilities
Flight Facilities — электронный дуэт из Австралии.

## Информация
Группа была образована в 2010 году в Сиднее, Австралия. Дуэт много ездит по миру и часто выступает в самых известных ночных клубах мира. На официальном сайте группы есть блог, куда дуэт часто выкладывает информацию о своих турне и путешествиях. Flight Facilities отличаются оригинальным исполнением и смешением фанка и хауса, что придаёт их электронной музыке необычное звучание. Широкую известность получил альбом группы «Crave You», получивший положительные оценки критиков по всему миру.